# حكاري (منطقة)

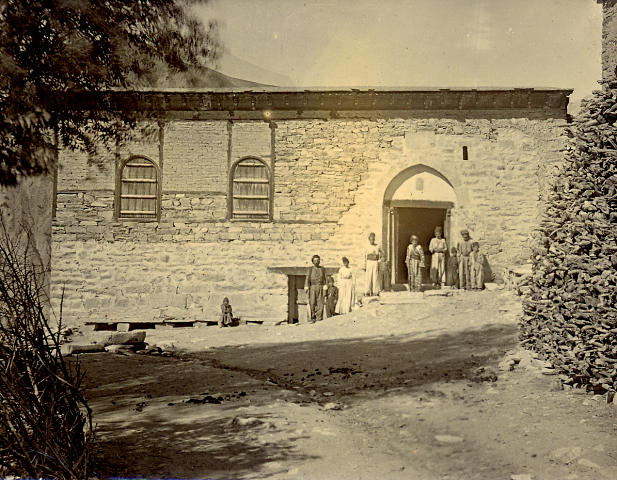
مقر بطريرك كنيسة المشرق الآشورية في بلدة قدشانس.

حكاري (بالسريانية: ܣܘܪܝܝܐ حكّاري أو ܗܟܐܪܝ هكّاري، بالكردية: Colemêrg) هي منطقة جبلية تاريخية تقع بين سهول نينوى وسهول جنوب بحيرة وان، تشمل أجزاء من محافظات حكاري وشرناق، ووان في تركيا ومحافظة دهوك في العراق.
كتب ابن خلكان، أن حكاري تعني الانتماء إلى قبيلة حكَّار الكُردِية، التي تمتلك العديد من الحصون والقلاع والقرى في البلاد إلى الشرق من الموصل.

## التاريخ
لا يعرف الكثير عن تاريخ المنطقة قبل زيارة الأوروبيين لها في القرن الثامن عشر. ومع ذلك يعتقد أن تركيز المسيحية بها يعود إلى القرن الرابع عشر عندما احتل تيمورلنك بلاد فارس وبلاد ما بين النهرين وشن حملة اضطهاد على المسيحيين بها دافعا بهم إلى الجبال. وبحلول منتصف القرن السادس عشر اختفى النساطرة من العديد من المدن التي ازدهروا بها سابقا، مثل تبريز ونصيبين. كما نقل كرسي بطريركية كنيسة المشرق من بغداد إلى مرغة في أورميا سنة 1553.
تركز وجود الآشوريين لاحقاً في منطقة جبلية على شكل مثلث رؤوسه في بحيرة وان وبحيرة أورميا والموصل.
فقدت كنيسة المشرق معظم افرادها في القرون الأولى بعد انشقاق 1552 الذي أدى إلى تشكيل الكنيسة الكلدانية الكاثوليكية. غير أن أولئك الذين عاشوا في حكاري، لم يتأثر بالخلافات الكنسية. وفي حوالي سنة 1600 انفصل بطريرك الكنيسة الكلدانية دنخا التاسع شيمون عن روما، وانتقل إلى قودشانس في حكاري حيث أنه أعادت خط شيمون والبطريركية الوراثية التي استمرت حتى عام 1976.
تمتع البطاركة المقيمين في كنيسة مار شاليطا في قودشانيس بالسلطة الروحية والسياسية على رعاياههم. ولأن الكهنة كانوا ملزمين بالامتناع عن الزواج فقد كانت السلطة الوراثية تنتقل من العم إلى ابن الأخ. وكان هذا النظام يعرف باسم «ناطر كرسيا» (ܢܛܪ ܟܘܪܣܝܐ) أي حارس الكرسي، وبحلول القرن التاسع عشر أصبح هذا النظام يطبق بجميع أبرشيات حكاري.
شكل الآشوريون تحالفات معقدة مع العثمانيين ورعاياهم من القبائل الكردية المجاورة. وكان يترأس كل قبيلة مالك (ܡܠܟ) والذي يعمل أيضا كقائد عسكري خلال وقت الحرب.

### الحروب الكردية
نشأت العديد من المراكز الكردية المتنافسة في المنطقة في القرن التاسع عشر. وتمكن مير محمد أمير سوران الكردي الذي اتخذ راوندوز مقرا له من إنشاء إمارة قوية بعد أن قضى على منافسيه امتدت من ماردين إلى أذربيجان الفارسية. غير أن محاولته إخضاع آشوريي حكاري في 1838 باءت بالفشل. كما دخل في حروب مع العثمانيين أدت في نهاية المطاف إلى إسقاط إمارثه.
سعى بدر خان أمير بوهتان إلى توسيع منطقته لتشمل المناطق الآشورية في حكاري بعد سقوط منافسه الرئيسي. فاستغل صراعا بين البطريرك إبراهيم السابع عشر شيمون ونورالله «أمير حكاري» الكردي بان عقد حلفاء مع نورالله وآشوريون من منطقة تياري وهاجم «آشوريو حكاري» في صيف عام 1843 فقتل الآلاف منهم باع أولئك الذين نجوا كرقيق. وفي 1846 قام بمجزرة أخرى استهدفت حلفائه السابقين من «آشوريي تياري».
أدت ضغوط القوى الغربية، إلى تدخل العثمانيين الذين اشتبكوا مع بدر خان ونفوه إلى جزيرة كريت في عام 1947.

### السيطرة العثمانية المباشرة

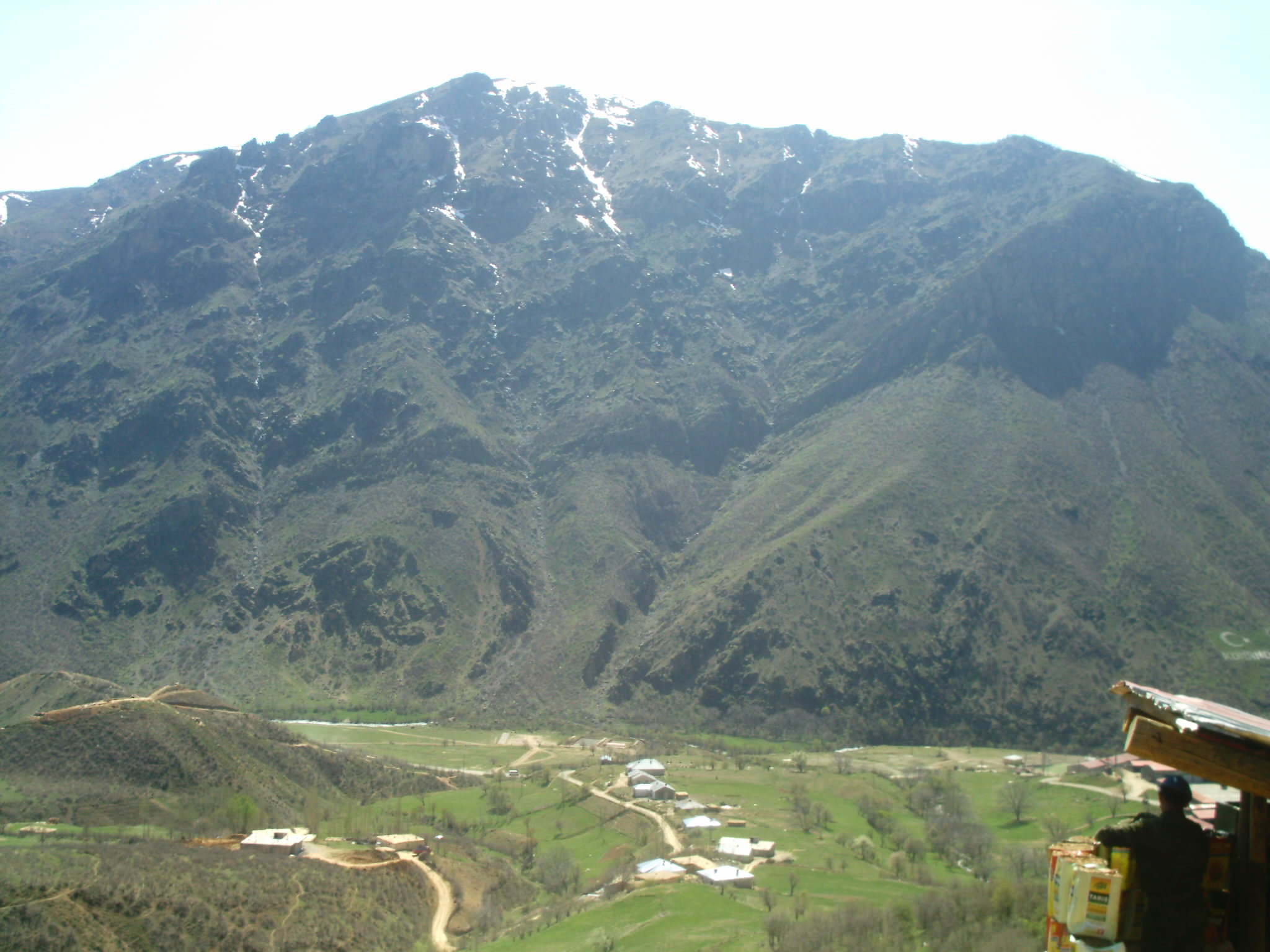
منطقة شمس دين الجبلية.

بالرغم من كون المنطقة إسمياً تحت السيطرة العثمانية منذ القرن السادس عشر، إلا أنها كانت تدار بشكل كلي من قبل سكانها من الآشوريين والأكراد. غير أن الوضع تغير بعد الحروب الكردية حيث تمكن العثمانيون الآن من بسط سيطرتهم الكاملة عليها. وأنشئوا «سنجق حكاري» في عام 1868.

### الإبادة الجماعية ونزوح
كان البطريرك الآشوري شمعون الحادي والعشرون بنيامين قد تلقى وعودا من العثمانيين عشية الحرب العالمية الأولى بمعاملة تفضيلية مقابل عدم تعاونه مع الأرمن أو الروس تحسبا للحرب. غير أن القوات الكردية شبه النظامية المتحالفة العثمانيين هاجمت قرى آشورية وأرمنية في سهل وان إلى الشمال من حكاري. كما قام العثمانيون بإجبار بعض أعيان الآشوريين على العمل كحمالين في الجبهات وقاموا بإعدامهم بعض إنهاكهم.
وجاءت نقطة التحول في موقف البطريرك الآشوري عندما سجن شقيقه الذي كان يدرس في القسطنطينية، وطالبه العثمانيين بإعطاء ضمانات لحياده، ومن ثم قاموا بإعدام شقيقه كتحذير. وفي المقابل، أعلن البطريرك الحرب على العثمانيين في 10 نيسان 1915.
هوجم الآشوريين من قبل قوات كردية شبه نظامية الأكراد مدعومة بأخرى عثمانية، ففر معظم «آشوريو حكاري» إلى قمم الجبال، وقتل أولئك الذين بقوا في قراهم. تمكن شمعون بنيامين من الأنتقال خلسة إلى أورميا التي كان تحت سيطرة روسيا وحاول إقناع الروس بإرسال قوة لإغاثة الآشوريين المحاصرين.
وعندما رد الروس بعدم قدرتهم على ذلك عاد إلى حكاري وقاد أكثر من 50,000 آشوري عبر الجبال إلى أورميا. بينما لقي آلاف حتفهم بردا وجوعا خلال هذه المسيرة.

### بعد الحرب العالمية الأولى
خلال مؤتمر السلام في باريس في عام 1919، طالب آشوريين بوضع مناطق حكاري والجزيرة الفراتية والموصل، وأورميا تحت الوصاية البريطانية، وطالب آخرون بأقليم لهم في آمد وشمال بلاد ما بين النهرين في العراق.
اعترض الأتراك والأكراد على عودة النازحين من الآشوريين إلى أراضيهم في حكاري، وفشلت محاولة قام بها آغا بطرس لاحتلال المنطقة. في عام 1924 تمكنت تركيا رسميا من ضم مناطق شمال حكاري وطرد آخر سكانه المسيحيون إلى الجنوب.

### الوضع الحالي
اليوم، لا يزال العديد من الآشوريين يعيشون في قرى منطقة حكاري الجنوبية من برواري في شمال العراق، إلى منطقة دهوك على الحدود التركية العراقية. هاجر آخرون جنوباً إلى سهل نينوى مع السكان المسيحيين الكلدان الأصليين في مدن مثل الموصل وألقوش وزاخو. في أوائل ثلاثينيات القرن العشرين، وبسبب مذبحة سميل، فر عدد كبير من الآشوريين الحكاريين في شمال العراق واستقروا في القامشلي والحسكة وتل تمر وعدد قليل من البلدات الصغيرة في محافظة الحسكة في سوريا وفي قرى تقع على ضفاف نهر الخابور. ومع ذلك، بقي الكثير منهم في العراق وانتقلوا إلى مدن عراقية أكبر مثل دهوك وكركوك وبغداد في القرن العشرين.
في النصف الثاني من القرن العشرين وفي بداية القرن الحادي والعشرين، هاجر معظمهم إلى مناطق أخرى من العالم، بما في ذلك أمريكا الشمالية وبلاد الشام وأستراليا وأوروبا وروسيا والقوقاز.
تعتبر قرية غزنخ في بيت الشباب هي القرية الوحيدة في الجزء التركي من حكاري التي لا تزال تتمتع بوجود آشوري حتى الآن لأن السكان الأصليين هناك لم يُجبروا على الخروج من قريتهم في عامي 1915 أو في مايو من عام 1924، كما وبقوا هناك حتى النزاع بين الجيش التركي والمتمردين من حزب العمال الكردستاني في عام 1988. وحاليًا، يوجد حوالي 50 آشورياً يعيشون في غزنخ، مع عودة الكثير للبلدة لقضاء إجازاتهم هناك في أشهر الصيف. يوجد في القرية كهرباء وخطوط هاتف ومياه جارية ويمكن الوصول إليها عن طريق طريق ترابي غير مغلق.

## أبرز من أنجبتهم منطقة حكاري
- فقي طيران